# Jan Simon
Jan Simon (* 11. května 1966) je český klavírista, statutární sólista Českého rozhlasu a správní ředitel Symfonického orchestru Českého rozhlasu v Praze (SOČR). Po studiích na HAMU se stal laureátem celé řady přestižních uměleckých soutěží, od roku 2001 působí také ve funkci správního ředitele SOČR. Pravidelně vystupuje nejen se svým mateřským orchestrem SOČR, ale hostuje u mnoha předních evropských symfonických orchestrů. Jan Simon je také ředitelem Mezinárodního hudebního festivalu Dvořákova Praha.
Pochází z umělecké rodiny, jeho otec byl hudební skladatel, klavírista a dirigent Ladislav Simon a matka režisérka Svatava Simonová.